# Родосские соглашения

Границы, определённые Планом ООН по разделу Палестины:
Территория еврейского государства
Территория арабского государства
Территория под международным контролем
Демаркационные линии перемирия 1949 года («Зелёная линия»):
Территория, c 1949 года контролируемая Израилем
Территория, с 1948 по 1967 год контролируемая Египтом и Иорданией

Родосские соглашения — несколько соглашений о перемирии, подписанные в 1949 между Израилем и Египтом, Ливаном, Иорданией и Сирией в целях официального завершения военных действий арабо-израильской войны 1947—1949 годов. В результате были созданы линии перемирия между израильскими войсками и иордано-иракскими силами, также известные как «Зелёная линия».
Организация объединённых наций создала на линиях перемирия мониторинговые группы. Кроме того, обсуждение вопросов, связанных с обеспечением перемирия, привело к подписанию отдельной трёхсторонней декларации 1950 года между США, Великобританией и Францией. В ней стороны обязались принимать меры в пределах и за пределами Организации объединённых наций для предупреждения нарушения границ или линий перемирия. Декларация также обозначила приверженность миру и стабильности в регионе, отказу применению или угрозам применения силы и повторила заявление о неодобрении гонки вооружений. Линии перемирия просуществовали до Шестидневной войны 1967 года.

## Соглашения

### С Египтом
6 января 1949 года Ральф Банч объявил, что Египет согласился начать переговоры с Израилем о перемирии. Переговоры начались на греческом острове Родос 12 января. Вскоре после их начала Израиль согласился освободить окружённую египетскую бригаду в Эль-Фалудже, однако быстро отозвал своё согласие. К концу месяца переговоры зашли в тупик. Израиль требовал от Египта вывести все войска с бывшей территории подмандатной Палестины. Египет настаивал на возвращении арабских войск на позиции, которые они занимали 14 октября 1948 года в соответствии с резолюцией Совета Безопасности S/1070 от 4 ноября 1948 года, а израильских войск — на позиции к северу от дороги Ашкелон—Хеврон.
Перелом в переговорах произошёл 12 февраля 1949 года после убийства Хасана Аль-Банна, лидера исламистской группировки «Братья-мусульмане». Израиль пригрозил отказаться от переговоров, после чего США обратились к сторонам с целью склонить стороны к их успешному завершению.
24 февраля было подписано израильско-египетское соглашение о перемирии. Основные условия:
- Демаркационная линия перемирия не должна быть истолкована как политическая или территориальная граница, и устанавливается без ущерба для прав, претензий и позиций любой из сторон соглашения в отношении окончательного урегулирования палестинского вопроса.
- Линия перемирия пройдёт по большей части вдоль границы между Египтом и подмандатной Палестиной 1922 года, за исключением участка возле Средиземного моря, где Египет получает под контроль полосу земли вдоль побережья, впоследствии ставшую известной как Сектор Газа.
- Египетские войска, окружённые в Эль-Фалудже, возвращаются домой со своим оружием, район передаётся израильской военной администрации[6].
- Зоны по обеим сторонам границы у Аюджи должны быть демилитаризованы, на территории размещается двухсторонняя комиссия по перемирию.

### С Ливаном
Соглашение с Ливаном было подписано 23 марта 1949 года. Основные условия:
- Положения соглашения продиктованы исключительно военными соображениями.
- Демаркационная линия пройдёт вдоль границы между Ливаном и подмандатной Палестиной[7].
- Израиль выводит свои войска из 13 сел на ливанской территории, оккупированные во время войны.

### С Иорданией

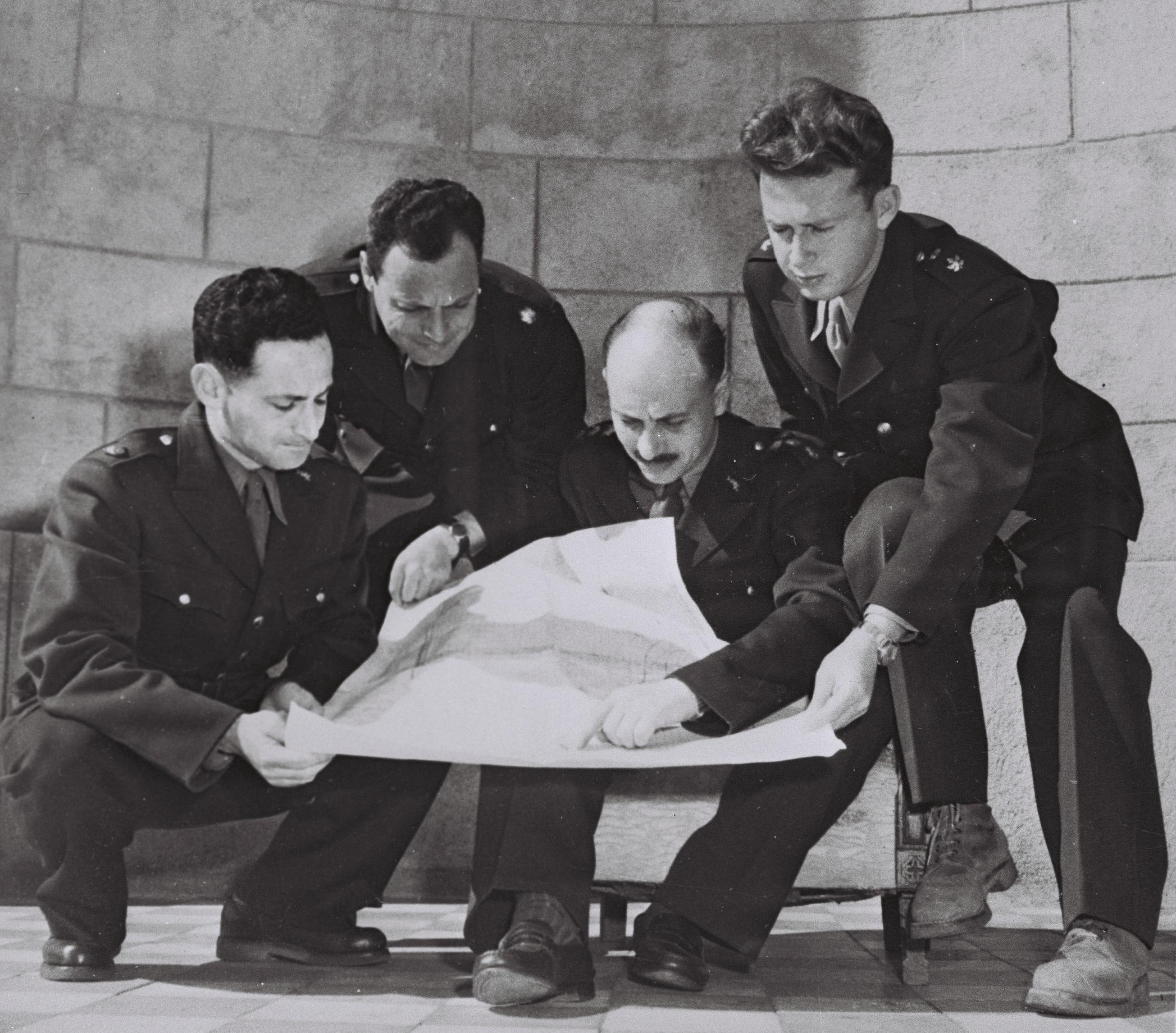
Израильская делегация на переговорах о перемирии 1949 года. Слева направо: Йехошафат Харкаби, Арье Симон, Игаэль Ядин, и Ицхак Рабин (1949)

Соглашение с Иорданией было подписано 3 апреля 1949 года. Основные условия:
- Никакие положения соглашения ни в коей мере не ущемляют права, притязания и позиции сторон в окончательном мирном урегулировании вопроса о Палестине, положения соглашения продиктованы исключительно военными соображениями.
- Иорданские силы остаются на большинстве занимаемых ими позиций, в частности в Восточном Иерусалиме, включая Старый город.
- Иордания выводит войска из их форпостов, контролирующих равнину Шарон. В обмен Израиль соглашается на передачу под контроль иорданских сил позиций, ранее занимаемых иракскими силами.
- Обмен подконтрольными территориями: Израиль получает район, известный как Вади-Ара, и Треугольник, Иордания — южные холмы Хеврона.

В марте 1949 года, когда иракские силы ушли из Палестины и передали свои позиции меньшему по численности Иорданскому легиону, три израильские бригады выдвинулись на передовые позиции во время операции «Шив-Тан-Шин». Операция позволила Израилю пересмотреть линию перемирия в Вади-Ара и включить в общее соглашение секретное дополнение, заключённое 23 марта 1949 года. Зелёная линия на карте была перерисована синими чернилами, чтобы создалось впечатление, что никаких изменений не было. Положение линии изменилось из-за передачи плодородных земель в районе Вифлеема под израильский контроль в обмен на деревню Вади-Фукин, переданную Иордании. 15 июля израильская армия изгнала население Вади-Фукин после передачи деревни в оккупационную зону Израиля в соответствии с условиями соглашения о перемирии, заключенного между Израилем и Иорданией. 31 августа смешанная комиссия по перемирию большинством голосов заключила, что Израиль нарушил соглашение о перемирии и жители должны вернуться в свои дома. Однако, когда жители деревни вернулись в Вади-Фукин под наблюдением Организации объединённых наций 6 сентября, большинство домов было разрушено. Израильская армия вынудила людей вернутся в Иорданию.
Председатель смешанной комиссии, полковник Гаррисон Б. Ковердейл (США), требовал решить вопрос в рамках комиссии, по-хорошему и в духе принципов ООН. После некоторых колебаний было достигнуто соглашение, в соответствии с которым Вади-Фукин перешла под контроль Иордании, которая, в свою очередь, согласилась передать часть необжитых, но плодородных земель к югу от Вифлеема под контроль Израиля.
- Для обеспечения безопасного движения между Иерусалимом и кампусом Еврейского университета на горе Скопус по шоссе Латрун—Иерусалим, свободного доступа к святым местам и решения других вопросов учреждался специальный комитет.

### С Сирией
Переговоры с Сирией начались на мосту Дочерей Иакова на реке Иордан в апреле 1949 года, когда соглашения о перемирии с другими странами были уже заключены. Соглашение с Сирией было подписано 20 июля 1949 года. Сирия вывела войска с большей части территорий на западном берегу, которые стали демилитаризованной зоной. Было подчеркнуто, что линии перемирия «не должны интерпретироваться как имеющие какое либо отношение к окончательным территориальным соглашениям» (статья V).

## Ирак
Ирак, чьи войска приняли активное участие в войне (хотя страна не имела общей границы с Израилем), вывел свои войска из региона в марте 1949 года. Линия фронта иракских сил стала предметом соглашения о перемирии между Израилем и Иорданией, отдельного соглашения с Ираком не заключалось.

## Линия прекращения огня и постоянные границы
Новые военные рубежи Израиля в соответствии с соглашениями охватывали около 78 % подмандатной Палестины в том виде, какой она имела после провозглашения независимости Трансиордании (нынешней Иордании) в 1946 году. Населённые арабами территории, не контролируемые Израилем до 1967 года, включали Западный берег реки Иордан, контролируемый Иорданией, и Сектор Газа, контролируемый Египтом.
Соглашения о перемирии должны были служить только в качестве временного соглашения до заключения постоянных мирных договоров. Однако никаких мирных договоров в последующие годы заключено не было.
Соглашения о перемирии однозначно указывали (по настоянию арабской стороны), что они не создают постоянных границ.
Поскольку демаркационные линии перемирия технически не являлись границей, арабы считали, что Израиль был ограничен в своих правах на создание демилитаризованных зон и использование водных ресурсов. Кроме того, поскольку состояние войны сохранялось, Лига арабских государств считала себя в праве отказать Израилю в свободе судоходства в водах стран — участниц лиги. Также утверждалось, что палестинцы имеют право на возвращение, следовательно, Израиль не имеет права распоряжаться покинутым имуществом.
В Кнессете министр иностранных дел и будущий премьер-министр Моше Шарет называл линии перемирия «временными границами», а старые границы, по которым прошли линии перемирия, за исключением Иордании, — «естественными границами». Израиль не претендовал на территорию за ними и предлагал их, с незначительными изменениями в Газе, в качестве постоянных политических границ на Лозаннской конференции 1949 года.
После шестидневной войны 1967 года несколько израильских лидеров выступало против превращения демаркационных линий перемирия в постоянные границы, аргументируя это угрозами безопасности страны:
- Премьер-министр Голда Меир утверждала, что существовавшие до 1967 года границы были настолько опасны, что для лидера Израиля было бы изменой согласиться с ними («Нью-Йорк Таймс», 23 декабря 1969).
- Министр иностранных дел Абба Эвен говорил, что существовавшие до 1967 года границы «несут память об Освенциме» («Шпигель», 5 ноября 1969).
- Премьер-министр Менахем Бегин описывал предложения вернуться к границам до 1967 года как «национальное самоубийство Израиля».

Международно признанная граница между Египтом и Израилем в итоге была установлена Израильско-египетским мирным договором. Граница между Израилем и Иорданией (за исключением границы Иордании с Западным берегом на 1967 год) была установлена в рамках Израильско-иорданского мирного договора. Договор был заключён, после того как Иордания признала Палестину, которая на тот момент не декларировала своих границ. В своей заявке на членство в Организации объединённых наций Палестина провозгласила свою территорию состоящей из Западного берега и Газы, подразумевая, что часть границы Иордании с Израилем становится границей Иордании с Палестиной.

## Нарушения
Для контроля перемирия были созданы Смешанные комиссии под эгидой Организации объединённых наций. Комиссии занимались расследованием жалоб всех сторон и представляли регулярные доклады Совету безопасности ООН.
В связи со спором с Сирией из-за использования демилитаризованной зоны, созданной по Израильско-сирийскому соглашения о перемирии, Израиль с 1951 отказался присутствовать на заседаниях Израильско-сирийской смешанной комиссии по перемирию. Совет безопасности ООН в своей резолюции от 18 мая 1951, критиковал отказ Израиля участвовать в заседаниях смешанной комиссии как «несовместимый с задачами и целями соглашения о перемирии».
Рассмотрение жалоб в рамках Иорданско-израильской смешанной комиссии по перемирию в 1952 году привело к следующим результатам:
- Со стороны Иордании зафиксировано 19 нарушений Генерального соглашения о перемирии;
- Со стороны Израиля зафиксировано 12 нарушений Генерального соглашения о перемирии.

Статистические данные из официальных отчетов смешанной комиссии за период с 1 января 1953 года по 15 октября 1953 года:
- Рассмотрено 171 жалоба со стороны Израиля, 20 случаев признано нарушением Иорданией соглашения;
- Рассмотрена 161 жалобы со стороны Иордании, 21 случай признан нарушением Израилем соглашения.

## Тексты
Полные тексты соглашений о перемирии можно найти в проекте «Авалон» Йельской школы права:
- Египетско-израильское генеральное соглашение о перемирии от 24 февраля 1949 года;
- Иордано-израильское генеральное соглашение о перемирии от 3 апреля 1949 года;
- Ливано-израильское генеральное соглашение о перемирии от 23 марта 1949 года;
- Израильско-сирийское генеральное соглашение о перемирии от 20 июля 1949 года.

Поисковая система веб-сайта Организации Объединённых Наций по запросу «Mixed Armistice Commission» позволяет найти доклады смешанных комиссий.